# Hylaeus subreditus
Hylaeus subreditus är en biart som beskrevs av Cockerell 1942. Hylaeus subreditus ingår i släktet citronbin, och familjen korttungebin. Inga underarter finns listade i Catalogue of Life.